# بوياقتشيلو
بوياقتشيلو هي قرية في مقاطعة نمين، إيران. عدد سكان هذه القرية هو 76 في سنة 2006.